# Complexe sportif Alphonse-Desjardins
Pour les articles homonymes, voir Alphonse Desjardins (homonymie).
Le Complexe sportif Alphonse-Desjardins (CSAD), situé à Trois-Rivières au Québec (Canada), se positionne comme un pôle sportif majeur grâce à ses infrastructures intérieures et extérieures.
Le CSAD abrite la seule glace de dimension olympique en Mauricie et est reconnu pour son centre de dek hockey 4 saisons, le plus grand au Canada.
C'est également le domicile des Estacades de Trois-Rivières de la Ligue de hockey Midget AAA du Québec.

## Mission
Le Complexe sportif Alphonse-Desjardins, qui est un organisme à but non-lucratif, a pour mission d'exceller dans le développement et l’accessibilité des activités physiques pour la communauté sportive récréative et d’élite.

## Historique
Le Complexe sportif Alphonse-Desjardins est la propriété du Centre de services scolaires Chemin-du-Roy. Il a ouvert ses portes en novembre 2003sous le nom initial de Complexe sportif Les Estacades, nom qu'il a porté jusqu'en 2010.

## Financement
Le centre sportif a été construit au coût de 35 millions de dollars (dont 3,5 millions provenant du gouvernement du Québec).

## Utilisation
Le vaste centre sportif intérieur et extérieur de 325 000 pieds carrés permet de pratiquer le tennis, le hockey, le patinage de vitesse, le patinage artistique, le patinage libre, le soccer, le baseball, le golf, le flag football, le rugby, le dekhockey, l'ultimate frisbee, le conditionnement physique et d'autres sports.
Au début le complexe permettait aux citoyens de Trois-Rivières de trouver une alternative au défunt Tennis Intérieur Mauricien (TIM).
On retrouve un espace restaurant au premier étage, un bar au second étage, ainsi que des salles de conférences et des bureaux.